# John Black
John Black (ur. 11 marca 1817, zm. 3 lutego 1879) – sędzia i urzędnik działający w XIX w. w  Kanadzie. Brał udział w wydarzeniach prowadzących do powstania  prowincji  Kanady Manitoba.
John Black urodził się w  Szkocji, prawdopodobnie w Edinborough. Niewiele wiadomo o jego wczesnym okresie życia. Skąpe informacje mówią, że po ukończeniu szkoły pracował jako urzędnik w biurze adwokackim w Edinborough. W 1839 wyemigrował i osiadł w  Kolonii nad Rzeką Czerwoną w Assiniboia (dzisiejsza Manitoba). Zatrudnił się tam jako urzędnik w  Kompanii Zatoki Hudsona. W 1845 ożenił się z Margareth Christie, córką gubernatora Assiniboia. Fakt ten znacznie przyspieszył jego karierę. Najpierw został mianowany szefem działu handlowego Kompanii, a potem głównym księgowym Kompanii. W 1852 stracił zaufanie Kompanii, a wraz z tym i swoją pozycję. Rok później wyjechał na krótko do Szkocji, a następnie do  Australii, gdzie rozpoczął karierę w urzędzie kolonialnym. W 1861 ponownie znalazł się w Assiniboia, tym razem jako przewodniczący (president) sądu okręgowego, mimo braku prawniczego wykształcenia. Tego samego roku wszedł także do rady zarządzającej dystryktem. Brak wykształcenia nie przeszkodził mu w sprawnej pracy i wzorowym sprawowaniu sędziowskich obowiązków. W ciągu ośmiu lat czynnej praktyki prawniczej zdobył reputację sprawiedliwego sędziego.
W chwili wybuchu  rebelii nad Rzeką Czerwoną Black, wobec niewpuszczenia do Kolonii  Williama McDaugalla, de facto sprawował funkcję  gubernatora porucznika. Wezwał do siebie  Louisa Riel, by ten mu wyjaśnił powody tych wydarzeń. Choć Black nie był czynnym uczestnikiem rebelii, był w pewnym stopniu w nią zaangażowany. Starał się ją kontrolować i dla dobra publicznego wpływać na tymczasowy rząd, by uniknąć ekscesów. Pomagał także rebeliantom w pisaniu dokumentów, przede wszystkim kolejnych wersji ich listy postulatów. Stał się w ten sposób nieformalnym sekretarzem rządu tymczasowego. W marcu 1871 został powołany do trzyosobowej delegacji kolonii na ostateczną fazę negocjacji z rządem federalnym. Miał reprezentować interesy anglosaskiej i protestanckiej ludności kolonii. Pozostałymi delegatami byli rzecznik interesów metyskich Joseph-Noël Ritchot i przedstawiciel nielicznej społeczności amerykańskiej Alfred H. Scott. Po zakończeniu negocjacji, których wynikiem było utworzenie  Manitoby, Black otrzymał propozycję objęcia urzędu  gubernatora porucznika nowej prowincji. Odrzucił ją jednak. Opuścił Kanadę i powrócił do rodzinnej Szkocji, gdzie pozostał do śmierci.